# Festival di Berlino 1983

I misteri del giardino di Compton House di Peter Greenaway è uno dei film più apprezzati nel Forum di questa edizione.

La 33ª edizione del Festival internazionale del cinema di Berlino si è svolta a Berlino dal 18 febbraio al 3 marzo 1983, con lo Zoo Palast come sede principale. Direttore del festival è stato per il quarto anno Moritz de Hadeln.
L'Orso d'oro è stato assegnato ex aequo al film britannico Ascendancy di Edward Bennett e al film spagnolo L'alveare di Mario Camus.
In questa edizione è stato assegnato per la prima volta il premio CIFEJ, conferito dal Centre International de Film pour l'enfance et la Jeunesse ad un film della sezione "Kinderfilmfest".
Il festival è stato aperto dal film Tootsie di Sydney Pollack, proiettato fuori concorso.
La retrospettiva di questa edizione, intitolata "Exile. Six Actors from Germany", è stata dedicata agli attori tedeschi Wolfgang Zilzer, Curt Bois, Dolly Haas, Francis Lederer, Elisabeth Bergner e Hertha Thiele, costretti negli anni trenta a lasciare la Germania dopo l'ascesa del regime nazista.

## Storia
(Il giornalista Michael Schwarze a proposito del ritiro da parte della Germania Est di Der Aufenthalt, Frankfurter Allgemeine Zeitung, 3 marzo 1983)
L'edizione 1983 della Berlinale registrò oltre 4.500 accrediti di giornalisti e professionisti del cinema e confermò la tendenza degli ultimi anni, durante i quali il numero di visitatori e addetti ai lavori era cresciuto costantemente. Con 394 film provenienti da 43 Paesi ci furono lunghe code ai botteghini e molte proiezioni registrarono il tutto esaurito. Più di 110.000 spettatori videro i film nelle diverse sezioni, l'Info-Schau registrò il maggiore aumento del numero di visitatori e anche per il Forum internazionale del giovane cinema fu un anno record con oltre 63.000 visitatori.
Durante la serata inaugurale il festival rese omaggio a Rainer Werner Fassbinder, scomparso pochi mesi prima e vincitore dell'Orso d'oro nell'edizione del 1982 con Veronika Voss. Un'orchestra eseguì una suite delle musiche composte da Peer Raben per i film del regista tedesco tra cui Each Man Kills the Things He Loves, tratta da Querelle de Brest e cantata, come nel film, dall'attrice e presidente di giuria Jeanne Moreau.
L'Info-Schau mostrò alcuni dei film più interessanti dell'intero festival, tra cui I senza valore di Mika Kaurismäki, Toute une nuit di Chantal Akerman, Abuse di Arthur J. Bressan Jr., Diva di Jean-Jacques Beineix e Oyeomdoen jashikdeul di Im Kwon-taek. Con programmi come la "Settimana francese" e una nuova serie sul cinema brasiliano fu visto una volta di più in competizione con il Forum, che quest'anno dovette subire tagli al bilancio con conseguente minor pubblicità dei film sulla stampa. Il preferito del pubblico in questa sezione risultò I misteri del giardino di Compton House di Peter Greenaway, a proposito del quale il critico Erwin Schaar scrisse sulla Neue Zürcher Zeitung: «La struttura della musica del film, il dialogo artistico, l'eccessiva enfasi sugli oggetti alla moda a quel tempo rendono il film, nonostante la "realtà" del soggetto, un'incantevole partitura visiva sul problema della percezione». Il film "No wave" Vortex di Scott e Beth B., So Is This di Michael Snow  e Ashes and Embers di Haile Gerima (vincitore del Premio FIPRESCI) rappresentarono inoltre il continuo interesse del Forum per tutte le sfaccettature e i fenomeni marginali del cinema americano.
Anche il Kinderfilmfest di quest'anno mostrò una gamma più ampia di film e, come già nel 1982, un'apposita giuria assegnò un premio al miglior film per ragazzi. La decisione dell'UNICEF di continuare a patrocinare la sezione fu legata alla richiesta di maggiore qualità nelle preselezioni e il vincitore di quest'anno, il dramma familiare Lukás del ceco Otakar Kosek, attraverso una storia di alcolismo e violenza domestica testimoniò il futuro del Kinderfilmfest.

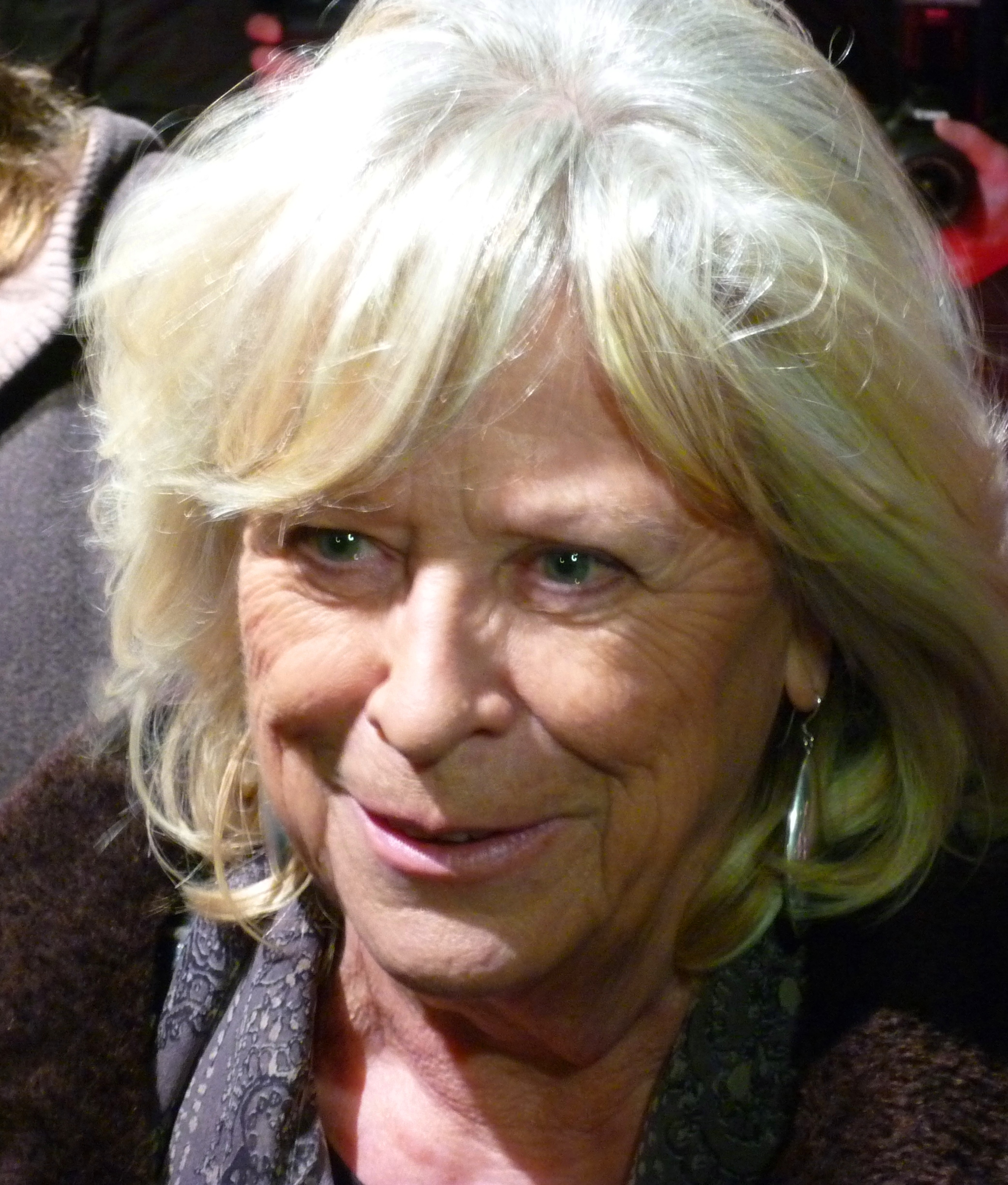
L'atteso Lucida follia di Margarethe von Trotta fu fischiato dal pubblico e stroncato da molti dei critici presenti, in particolare da Wolfram Schütte.

Il concorso risultò più completo di quanto fosse stato negli anni precedenti e la scelta di Moritz de Hadeln di mantenere alto lo standard unendo arte, industria e audacia artistica fu chiaramente visibile nella selezione dei film, inclusi quelli fuori competizione. Accanto al cinema popolare di Tootsie furono mostrate opere politicamente impegnate come In the King of Prussia di Emile de Antonio e il film collettivo Krieg und Frieden, il film d'essai Sans Soleil di Chris Marker e il documentario sperimentale Koyaanisqatsi di Godfrey Reggio. L'Orso d'oro venne assegnato ex aequo allo spagnolo L'alveare, dramma di Mario Camus sulla vita a Madrid dopo la guerra civile spagnola, e a Ascendancy dell'inglese Edward Bennett, che secondo quanto scrisse Manfred Delling sul Deutsches Allgemeines Sonntagsblatt, «anche se in modo un po' forzato ritrae l'impoverimento psicologico di una giovane donna e quello morale di suo padre, in un'Irlanda all'inizio della guerra d'indipendenza». Il riconoscimento del gran premio della giuria per Hakkari'de Bir Mevsim del turco Erden Kiral fu accolto con acclamazione.
Le immancabili polemiche riguardarono quest'anno il ritiro dei film La scelta di Sophie di Alan J. Pakula, Kharij di Mrinal Sen, che i produttori preferirono mostrare a Cannes, e Der Aufenthalt di Frank Beyer, inviato dalla Germania Est e ritirato senza spiegazioni. Venne poi rivelato che la Polonia era intervenuta accusando il film di suscitare sentimenti anti-polacchi e la scelta di ritirare il film fu ampiamente disapprovata dagli addetti ai lavori, molti dei quali lo avrebbero considerato degno della vittoria finale.
Terminato il festival restò da affrontare la questione dell'imminente scadenza dei contratti di Moritz de Hadeln e Ulrich Gregor. Se la conferma di quest'ultimo alla guida del Forum non venne messa in discussione, quella di de Hadeln non fu altrettanto scontata. L'indipendenza che aveva mantenuto nel prendere decisioni specifiche non aveva rafforzato la sua posizione nei confronti delle autorità e la sua reputazione era stata danneggiata dai ripetuti conflitti degli anni precedenti. Inoltre la CDU era salita al potere da poco a Bonn e de Hadeln si era già fatto dei nemici mostrando fuori concorso Krieg und Frieden e Das Gespenst di Herbert Achternbusch. Il ministro degli interni Friedrich Zimmermann si era personalmente opposto ai due film, dando un assaggio del clima politico inaugurato sotto la sua egida. Le speculazioni sul suo successore iniziarono a circolare sulla stampa e il nome più menzionato fu quello del produttore e distributore Theo Hinz, che smentì la notizia e dichiarò alla rivista tip che avrebbe continuato la sua attività nell'industria cinematografica e che non sarebbe stato disponibile. Le decise dichiarazioni di solidarietà a de Hadeln da parte dell'Associazione dei produttori cinematografici tedeschi e della Association of European Film Directors, il cui consiglio di amministrazione affermò che il festival era "sulla strada giusta", misero fine al dibattito. Il 13 giugno 1983 entrambi i contratti furono rinnovati per altri tre anni.

## Giuria internazionale
- Jeanne Moreau, attrice (Francia) - Presidente di giuria[12]
- Alex Bänninger, pubblicista e scrittore (Svizzera)
- Franco Brusati, commediografo, regista e sceneggiatore (Italia)
- Ėlem Klimov, regista (Unione Sovietica)
- Ursula Ludwig, attrice (Germania Ovest)
- Kurt Maetzig, regista e sceneggiatore (Germania Est)
- Joseph L. Mankiewicz, regista, sceneggiatore e produttore (Stati Uniti)
- Franz Seitz Jr., regista, sceneggiatore e produttore (Germania Ovest)
- Huang Zongjiang, sceneggiatore (Cina)

## Selezione ufficiale

### In concorso
- L'alveare (La colmena), regia di Mario Camus (Spagna)
- Animando, regia di Marcos Magalhães (Canada)
- Ascendancy, regia di Edward Bennett (Regno Unito)
- Avanti Brasile (Pra Frente, Brasil), regia di Roberto Farias (Brasile)
- Ballet Robotique, regia di Bob Rogers (Stati Uniti)
- La belle captive, regia di Alain Robbe-Grillet (Francia)
- Cap Canaille, regia di Juliet Berto e Jean-Henri Roger (Francia, Belgio)
- Die Chance, regia di Christoph Eichhorn (Germania Ovest)
- Concerto in E.A.T., regia di Andrew Field (Stati Uniti)
- Correre per vincere (That Championship Season), regia di Jason Miller (Stati Uniti)
- Dans la ville blanche, regia di Alain Tanner (Svizzera, Portogallo, Regno Unito)
- Der er et yndigt land, regia di Morten Arnfred (Danimarca)
- Dögkeselyü, regia di Ferenc András (Ungheria)
- Ecate (Hécate), regia di Daniel Schmid (Svizzera, Francia)
- Eclissi parziale (Neúplné zatmení), regia di Jaromil Jireš (Cecoslovacchia)
- The End, regia di Richard Olivier (Belgio)
- Ein fauler Bauer, regia di Werner Klett e Fritz Illing (Germania Ovest)
- Ferestadeh, regia di Parviz Sayyad (Stati Uniti, Germania Ovest)
- Hakkari'de Bir Mevsim, regia di Erden Kiral (Turchia, Germania Ovest)
- Herzen, regia di Thomas Struck (Germania Ovest)
- Himala, regia di Ishmael Bernal (Filippine)
- Lucida follia (Heller Wahn), regia di Margarethe von Trotta (Germania Ovest, Francia)
- Mo sheng de peng you, regia di Lei Xu (Cina)
- Možnosti dialogu, regia di Jan Švankmajer (Cecoslovacchia)
- L'oceano silenzioso (Der stille Ozean), regia di Xaver Schwarzenberger (Austria, Germania Ovest)
- Pauline alla spiaggia (Pauline à la plage), regia di Éric Rohmer (Francia)
- Predstava, regia di Ante Zaninovic (Jugoslavia)
- Dies rigorose Leben, regia di Vadim Glowna (Germania Ovest)
- Sursauts, regia di Stéphan Holmes (Francia)
- Utopia, regia di Sohrab Shahid Saless (Germania Ovest)
- Verräter des jungen deutschen Films schlafen nicht, regia di Vlado Kristl (Germania Ovest)
- Via degli specchi, regia di Giovanna Gagliardo (Italia)
- Vljublën po sobstvennomu želaniju, regia di Sergej Mikaėljan (Unione Sovietica)
- Was das Leben so verspricht, regia di Egon Haase (Germania Ovest)
- Withering Buds, regia di Chandra Bambah (India)
- Yaju-deka, regia di Eiichi Kudō (Giappone)

### Fuori concorso
- Il campo del lino (De vlaschaard), regia di Jan Gruyaert (Belgio, Paesi Bassi)
- Echtzeit, regia di Hellmuth Costard e Jürgen Ebert (Germania Ovest)
- Das Gespenst, regia di Herbert Achternbusch (Germania Ovest)
- In the King of Prussia, regia di Emile de Antonio (Stati Uniti)
- Klassen Feind, regia di Peter Stein (Germania Ovest)
- Koyaanisqatsi, regia di Godfrey Reggio (Stati Uniti)
- Krieg und Frieden, regia di Stefan Aust, Axel Engstfeld, Alexander Kluge e Volker Schlöndorff (Germania Ovest)
- Sans Soleil, regia di Chris Marker (Francia)
- Tootsie, regia di Sydney Pollack (Stati Uniti)

### Proiezioni speciali
- La ballata della sedia elettrica (The Executioner's Song), regia di Lawrence Schiller (Stati Uniti)
- La casa delle ombre lunghe (House of the Long Shadows), regia di Pete Walker (Regno Unito)
- Eva contro Eva (All About Eve), regia di Joseph L. Mankiewicz (Stati Uniti)
- Liquid Sky, regia di Slava Tsukerman (Stati Uniti)
- Love, regia di Annette Cohen, Nancy Dowd, Liv Ullmann e Mai Zetterling (Canada)
- Il tesoro delle quattro corone (El tesoro de las cuatro coronas), regia di Ferdinando Baldi (Spagna, Stati Uniti, Italia)
- Zeitgenossen, regia di Ernst Josef Lauscher (Austria)

### Info-Schau

#### Settimana francese
- Clémentine Tango, regia di Caroline Roboh (Francia)
- Corpo a cuore (Corps à cœur), regia di Paul Vecchiali (Francia)
- Diva, regia di Jean-Jacques Beineix (Francia)
- Mérette, regia di Jean-Jacques Lagrange (Francia, Svizzera)
- La notte porta consiglio (Le quart d'heure américain), regia di Philippe Galland (Francia)
- Petit Joseph, regia di Jean-Michel Barjol (Francia)
- T'es heureuse? Moi, toujours..., regia di Jean Marboeuf (Francia)

#### Cinema brasiliano
- Ao Sul do Meu Corpo, regia di Paulo César Saraceni (Brasile)
- Bar Esperança, regia di Hugo Carvana (Brasile)
- A Caminho das Índias, regia di Isa Castro e Augusto Sevá (Brasile)
- Dôra Doralina, regia di Perry Salles (Brasile)
- Egungun, regia di Carlos Brajsblat (Brasile)
- O Homem do Pau-Brasil, regia di Joaquim Pedro de Andrade (Brasile)
- Luz del Fuego, regia di David Neves (Brasile)
- Maldita Coincidência, regia di Sergio Bianchi (Brasile)
- O Sonho Não Acabou, regia di Sergio Rezende (Brasile)

#### Altri film
- Aanstelleritis, regia di Ine Louise Schenkkan (Paesi Bassi)
- Abuse, regia di Arthur J. Bressan Jr. (Stati Uniti)
- Ademloos, regia di Mady Saks (Paesi Bassi)
- De afstand, regia di Jean van de Velde (Paesi Bassi)
- Antoine Kredler ou l'histoire de la malle, regia di Hubert Toint (Belgio)
- At, regia di Ali Özgentürk (Turchia, Germania Ovest)
- Der Bauer von Babylon - Rainer Werner Fassbinder dreht Querelle, regia di Dieter Schidor (Germania Ovest)
- Casta Diva, regia di Eric De Kuyper (Belgio)
- Community of Praise, regia di Richard Leacock e Marisa Silver (Stati Uniti)
- Doll's Eye, regia di Jan Worth (Regno Unito)
- Entwurf für einen Mord, regia di Marie-Susanne Ebert e Dieter Vervuurt (Germania Ovest)
- Epikindino Pechnidi, regia di Giorgos Karypidis (Grecia)
- Erinnerungen - oder Der vergebliche Versuch zu entkommen, regia di Giesela Weimann (Germania Ovest)
- Es ging Tag und Nacht, liebes Kind, regia di Katrin Seybold e Melanie Spitta (Germania Ovest)
- Die Gedächtnislücke - Filmminiaturen über den alltäglichen Umgang mit Giften, regia di Helke Sander (Germania Ovest)
- Das Geräusch rascher Erlösung, regia di Wieland Speck (Germania Ovest)
- Grünspan, regia di Christine Noll-Brinkmann (Germania Ovest)
- Hemligheten, regia di Rainer Hartleb e Staffan Lindqvist (Svezia)
- Het gaat wel weer over, regia di Agna Arens (Paesi Bassi)
- Het langste Eind, regia di Mariska Mourik (Paesi Bassi)
- La invitación, regia di Manuel Antin (Argentina)
- Kaiidan: Ikiteiru Koheiji, regia di Nobuo Nakagawa (Giappone)
- Karambolage, regia di Kitty Kino (Austria)
- Kerkuaders, regista sconosciuto (Paesi Bassi)
- De Kick, regia di Gerrit van Elst (Paesi Bassi)
- Kieselsteine, regia di Lukas Stepanik (Austria)
- King Blank, regia di Michael Oblowitz (Stati Uniti)
- Late Curtain, regia di Laurence Jacobs (Stati Uniti)
- Latitude 55°, regia di John Juliani (Canada)
- Leven met de Belt, regia di Rosemarie Blank (Paesi Bassi)
- Luk e-san, regia di Vichit Kounavudhi (Thailandia)
- Mamma, regia di Suzanne Osten (Svezia)
- Maria Danneels (of het leven dat we droomden), regia di Robbe De Hert (Belgio)
- Märkische Forschungen, regia di Roland Gräf (Germania Est)
- Mod att leva, regia di Märit Andersson, Ulf Berggren e Ingela Romare (Svezia)
- El niño Fidencio, el taumaturgo de Espinazo, regia di Nicolás Echevarría (Messico)
- Okiana, regia di Ute Aurand e Ulrike Pfeiffer (Germania Ovest)
- The Only Forgotten Take of Casablanca, regia di Charly Weller (Germania Ovest)
- Oyeomdoen jashikdeul, regia di Im Kwon-taek (Corea del Sud)
- Pomocnik, regia di Zoro Zahon (Cecoslovacchia, Ungheria)
- Private Moment, regia di Monika Schmid (Germania Ovest)
- Raden ajeng Kartini, regia di Sjuman Djaya (Indonesia)
- Rot und Blau - Eigene Geschwindigkeit, regia di Monika Vogel (Germania Ovest)
- Das schlesische Tor, regia di Clemens Klopfenstein (Svizzera)
- I senza valore (Arvottomat), regia di Mika Kaurismäki (Finlandia)
- Silencis, regia di Xavier-Daniel (Spagna)
- Skierri, vaivaiskoivujen maa, regia di Markku Lehmuskallio (Finlandia, Svezia)
- Sophia-Shirley-Helena Trinkle-Minelli, regia di Klaus Menzel (Germania Ovest)
- Stumme Schreie, regia di Elke Jonigkeit e Hartmut Kaminski (Germania Ovest)
- Tage im Hotel, regia di Ulrich Stein (Germania Ovest)
- Tekenfilms serie 2, regista sconosciuto (Paesi Bassi)
- Toute une nuit, regia di Chantal Akerman (Belgio, Francia, Paesi Bassi, Canada)
- Track Two, regia di Harry Sutherland (Canada)
- TTT Tango, regia di Marion Kellner (Germania Ovest)
- Unding Undine, regia di Monika Funke-Stern (Germania Ovest)
- Een vertelling over Film en Werkelijkheid, regia di Mart Dominicus (Paesi Bassi)
- Vita privata (Chastnaya zhizn), regia di Julij Rajzman (Unione Sovietica)
- Vom alten Eisen, regia di Ebba Jahn (Germania Ovest)
- Weg ermel, regista sconosciuto (Paesi Bassi)
- Yasawathie, regista sconosciuto (Paesi Bassi)

### Forum internazionale del giovane cinema

#### Programma principale
- Agonia (Agoniya), regia di Ėlem Klimov (Unione Sovietica)
- Aissawa, regia di Abdou Achouba (Marocco)
- Albedo, regia di Jacques Leduc e Renée Roy (Canada)
- Alptraum als Lebenslauf - Das Zeugnis der Georgia T., regia di Mario Offenberg (Germania Ovest)
- Ana, regia di Margarida Cordeiro e António Reis (Portogallo)
- Angels of War, regia di Gavan Daws, Hank Nelson e Andrew Pike (Australia)
- Art Pepper: Notes from a Jazz Survivor, regia di Don McGlynn (Stati Uniti)
- Ashes and Embers, regia di Haile Gerima (Stati Uniti)
- As Time Goes By..., regia di Rosi S.M. (Germania Ovest)
- Aus heiterem Himmel, film collettivo (Germania Ovest)
- Before the Nickelodeon: The Early Cinema of Edwin S. Porter, regia di Charles Musser (Stati Uniti)
- De Berg, regia di Gerrard Verhage (Paesi Bassi)
- Die blaue Distanz, regia di Elfi Mikesch (Germania Ovest)
- Bortsy, regia di Gustav von Wangenheim (Unione Sovietica, Germania)
- Busch singt, film collettivo (Germania Est)
- Canale grande, regia di Friederike Pezold (Austria)
- I cancelli del cielo (Heaven's Gate), regia di Michael Cimino (Stati Uniti)
- Chan Is Missing, regia di Wayne Wang (Stati Uniti)
- Chokh, regia di Utpalendu Chakrabarty (India)
- Corpse, regia di James Clayden (Australia)
- Couple, Regards, Positions, regia di Boris Lehman e Nadine Wandel (Belgio)
- Il dialogo di Roma, regia di Marguerite Duras (Italia)
- Eine Liebe wie andere auch, regia di Martin Ripkens e Hans Stempel (Germania Ovest)
- Eisenhans, regia di Tankred Dorst (Germania Ovest)
- Empfänger unbekannt, regia di Sohrab Shahid Saless (Germania Ovest)
- L'Enfant secret, regia di Philippe Garrel (Francia)
- Die Erbtöchter, film collettivo (Francia, Germania Ovest)
- Felicità ad oltranza, regia di Paolo Quaregna (Italia)
- Femmine folli (Foolish Wives), regia di Erich von Stroheim (Stati Uniti)
- Das Frühstück der Hyäne, regia di Elfi Mikesch (Germania Ovest)
- Das ganze Leben, regia di Bruno Moll (Svizzera)
- Gestos e Fragmentos, regia di Alberto Seixas Santos (Portogallo)
- Hadisat an-nusf meter, regia di Samir Zikra (Siria)
- Heinrich Penthesilea von Kleist, regia di Hans Neuenfels (Germania Ovest)
- Himmel und Erde, regia di Michael Pilz (Austria)
- Journey to the End of Night, regia di Bill Tammer (Australia)
- Karagoez catalogo 9,5, regia di Yervant Gianikian e Angela Ricci Lucchi (Italia)
- Katzenspiel, regia di István Szabó (Germania Ovest, Canada)
- Kto stuchitsya v dver ko mne..., regia di Nikolai Skujbin (Unione Sovietica)
- Kutya éji dala, regia di Gábor Bódy (Ungheria)
- Laguna de dos tiempos, regia di Eduardo Maldonaldo (Messico)
- Larose, Pierrot et la Luce, regia di Claude Gagnon (Giappone, Canada)
- Leuchtturm des Chaos, regia di Manfred Blank e Wolf-Eckart Bühler (Germania Ovest)
- Linha de Montagem, regia di Renato Tapajós (Brasile)
- Le Malheur des uns..., regia di Omar Amiralay (Francia)
- Menschen wie aus Glas, regia di Lienhard Wawrzyn (Germania Ovest)
- I misteri del giardino di Compton House (The Draughtsman's Contract), regia di Peter Greenaway (Regno Unito)
- Mit starrem Blick aufs Geld, regia di Helga Reidemeister (Germania Ovest)
- Moses Pendleton presents Moses Pendleton, regia di Robert Elfstrom e Lucy Hilmer (Stati Uniti)
- Nate tra le fiamme (Born in Flames), regia di Lizzie Borden (Stati Uniti)
- Nebelland, regia di Claudia von Alemann (Germania Ovest)
- No caminho das estrelas, regia di António Ole (Angola)
- Processo a Caterina Ross, regia di Gabriella Rosaleva (Italia)
- Pygmalion, regia di Ludwig Berger (Paesi Bassi)
- Remake delle fattezze verticale (Vertical Features Remake), regia di Peter Greenaway (Regno Unito)
- Rose Hobart, regia di Joseph Cornell (Stati Uniti)
- Gli scherzi del denaro (Komedie om geld), regia di Max Ophüls (Paesi Bassi)
- So Is This, regia di Michael Snow (Canada)
- Sonezaki shinju, regia di Midori Kurisaki (Giappone)
- Sydney an der Wupper - Dreamtime, regia di Bettina Woernle e Meryl Tankard (Germania Ovest)
- Talmage Farlow, regia di Lorenzo DeStefano (Stati Uniti)
- Un viaggio attraverso H (A Walk Through H: The Reincarnation of an Ornithologist), regia di Peter Greenaway (Regno Unito)
- Vortex, regia di Scott B e Beth B (Stati Uniti)
- Was tun Pina Bausch und ihre Tänzer in Wuppertal?, regia di Klaus Wildenhahn (Germania Ovest)
- Wilde Clique, regia di Hannelore Conradsen e Dieter Köster (Germania Ovest)
- Yami no kānibaru, regia di Masashi Yamamoto (Giappone)
- Yogen, regia di Susumu Hani (Giappone)
- Yoru aruiwa nanimonoka eno chu, regia di Ken Senshu (Giappone)
- La Zerda ou les chants de l'oubli, regia di Assia Djebar (Algeria)
- Zoot Suit, regia di Luis Valdez (Stati Uniti)

- Documentari di Pier Paolo Pasolini
- La rabbia, regia di Giovannino Guareschi e Pier Paolo Pasolini (Italia)
- Sopralluoghi in Palestina per il Vangelo secondo Matteo, regia di Pier Paolo Pasolini (Italia)

- Film di Ernie Gehr
- Eureka, regia di Ernie Gehr (Stati Uniti)
- Lisa & Susanne, regia di Ernie Gehr (Stati Uniti)
- Shift, regia di Ernie Gehr (Stati Uniti)
- Untitled, regia di Ernie Gehr (Stati Uniti)

- Film di Cristián Sánchez
- Los deseos concebidos, regia di Cristián Sánchez (Cile)
- El zapato chino, regia di Cristián Sánchez (Cile)

#### Programma informativo
- Hysterie, regia di Birger Bustorff (Germania Ovest)
- If You Love This Planet, regia di Terre Nash (Canada)
- Im Dickicht der Gefühle, regia di Erwin Kneihsl (Germania Ovest)
- Leitmotiv, regia di Heiko Schier (Germania Ovest)
- Love stinks - Bilder des täglichen Wahnsinns, regia di Birgit e Wilhelm Hein (Germania Ovest)
- Mataron a Venancio Flores, regia di Juan Carlos Rodríguez Castro (Uruguay)
- Die Puppe, regia di Detlev Fechtmann (Germania Ovest)
- Der Riese, regia di Michael Klier (Germania Ovest)
- R.F.s Zeitgeist, regia di Rainer Fetting (Germania Ovest)
- She's a very nice lady, regia di Gérard Courant (Francia)
- Der Ursprung der Nacht, regia di Lothar Baumgarten (Germania Ovest)

- The Third Coast - Film dal Texas
- Hannah and the Dog Ghost, regia di Ken Harrison (Stati Uniti)
- Invasion of the Aluminum People, regia di David Boone (Stati Uniti)
- Mr. Horse, regia di Ken Harrison (Stati Uniti)
- Speed of Light, regia di Brian Hansen (Stati Uniti)

- Una lunga notte con i Super 8
- Black Box, regia di Scott B e Beth B (Stati Uniti)
- Faust auf Japanisch, prodotto dalla Labyrinth Filmproduktion (Germania Ovest)
- Fitz K. Räldo, regia di Achim Ruppel e Claus Bredel (Germania Ovest)
- Formel Super VIII, regia di Stiletto (Germania Ovest)
- Il faut vivre, regia di William Röttger (Germania Ovest)
- Invasion of the Aluminium People, regia di David Boone (Stati Uniti)
- Ismism, regia di Manuel De Landa (Stati Uniti)
- Jede Frau Trägt Ein Zimmer in Sich, regia di Ingrid Ernst (Germania Ovest)
- Jelly Fish, regia di Cynthia Beatt (Germania Ovest)
- Köche Beim Kochen, regia di Erwin Kneihsl (Austria, Germania Ovest)
- Legitima Defensa, regia di Marie Louise Alemann (Argentina)
- LORMEN, regia di Marie Louise Alemann (Argentina)
- Ohne Titel, regia di Lukas Lumma (Germania Ovest)
- Nest, regia di Marlene Sinicki (Germania Ovest)
- Norma L., regia di Horst P. Markgraf (Germania Ovest)
- Der Pilgerstrom, regia di Uli Sappok (Germania Ovest)
- Schluss Aus, regia di Georg Ladanyi (Germania Ovest)
- Der Sonntagsspaziergang, regia di Bertram Jedsinsky (Germania Ovest)
- Stadt Expe, regia di Andrea Hillen (Germania Ovest)
- Der Tanz Mechanikk, regia di Rs Wolkenstein (Germania Ovest)
- Was für Geister, regia di Antje Fels (Germania Ovest)

#### Il Nuovo cinema tedesco
- Dabbel Trabbel, regia di Dorothea Neukirchen (Germania Ovest)
- Dear Mr. Wonderful, regia di Peter Lilienthal (Germania Ovest)
- Der Depp, regia di Herbert Achternbusch (Germania Ovest)
- Doktor Faustus, regia di Franz Seitz (Germania Ovest)
- Domino, regia di Thomas Brasch (Germania Ovest, Francia)
- Frontstadt, regia di Klaus Tuschen (Germania Ovest)
- Fünf letzte Tage, regia di Percy Adlon (Germania Ovest)
- Gedächtnis: Ein Film für Curt Bois und Bernhard Minetti, regia di Bruno Ganz e Otto Sander (Germania Ovest)
- Die Heartbreakers, regia di Peter F. Bringmann (Germania Ovest)
- Kamikaze 1989, regia di Wolf Gremm (Germania Ovest)
- La moglie... gli uccelli (Das zweite Gesicht), regia di Dominik Graf (Germania Ovest)
- Parsifal, regia di Hans-Jürgen Syberberg (Germania Ovest, Francia)
- Querelle de Brest (Querelle), regia di Rainer Werner Fassbinder (Germania Ovest, Francia)
- Rainer Werner Fassbinder - Das letzte Jahr, regia di Wolf Gremm (Germania Ovest)
- Ritorno dall'inferno (Comeback), regia di Christel Buschmann (Stati Uniti, Germania Ovest)
- Schwarzfahrer, regia di Manfred Stelzer e Gert C. Möbius (Germania Ovest)
- Lo stato delle cose (Der Stand der Dinge), regia di Wim Wenders (Germania Ovest)
- Der Tod in der Waschstraße, regia di Friedemann Schulz (Germania Ovest)
- Der Träumer, regia di Hartmann Schmige (Germania Ovest)
- Uliisses, regia di Werner Nekes (Germania Ovest)
- Die weiße Rose, regia di Michael Verhoeven (Germania Ovest)
- Wer spinnt denn da, Herr Doktor?, regia di Stefan Lukschy e Christian Rateuke (Germania Ovest)
- Der Westen leuchtet, regia di Niklaus Schilling (Germania Ovest)
- Zuckerhut, regia di Vivian Naefe (Germania Ovest)

### Kinderfilmfest
- Aja baja, Alfons Åberg, regia di Per Åhlin (Svezia)
- As Aventuras da Turma da Mônica, regia di Mauricio de Sousa (Brasile)
- El cabezota, regia di Francisco Lara Polop (Spagna, Messico)
- Carl Gustav, gjengen og parkeringsbandittene, regia di Ola Solum (Norvegia)
- Djecak je isao za suncem, regia di Branislav Bastac (Jugoslavia)
- Doo auf Entenjagd, regia di Dieter Lange (Germania Ovest)
- En el país de los pies ligeros, regia di Marcela Fernández Violante (Messico)
- Die fliegende Windmühle, regia di Günter Rätz (Germania Est)
- O Fogo, regia di Anna Fresu e Mendes de Oliveira (Mozambico)
- Friends of the Family, regia di Yossi Abolafia (Canada)
- Hauptsache, ich bin beim Film, regia di Armin Fausten, Reiner Penzholz, Claus Gottschall (Germania Ovest)
- Historien om lilla och stora kanin, regia di Johan Hagelbäck (Svezia)
- Jogos e Brincadeiros, regia di Anna Fresu e Mendes de Oliveira (Mozambico)
- Kattresan, regia di Lars Emanuelsson, Eva Eriksson e Jan Gissberg (Svezia)
- Krtek ve městě, regia di Zdeněk Miler (Cecoslovacchia)
- Lukás, regia di Otakar Kosek (Cecoslovacchia)
- Quan shui ding dong, regia di Xiaohua Shi (Cina)
- Raduga semi nadezhd, regia di Khabib Faiziyev (Unione Sovietica)
- La rebelión de los pájaros, regia di Lluís Josep Comerón (Spagna)
- Sabine Kleist, 7 Jahre..., regia di Helmut Dziuba (Germania Est)
- The Sound Collector, regia di Lynn Smith (Canada)
- Der steinerne Fluß, regia di Thorsten Näter (Germania Ovest)
- Ucna leta izumitelja Polza, regia di Jane Kavcic (Jugoslavia)
- Wend Kuuni - Il dono di Dio (Wend Kuuni), regia di Gaston Kaboré (Burkina Faso)
- Der Zappler, regia di Wolfram Deutschmann (Germania Ovest)

### Retrospettiva
- L'amabile ingenua (The Lovable Cheat), regia di Richard Oswald (Stati Uniti)
- Anna ed Elisabetta (Anna und Elisabeth), regia di Frank Wisbar (Germania)
- Ariane, regia di Paul Czinner (Germania)
- La barca è piena (Das Boot ist voll), regia di Markus Imhoof (Svizzera, Germania Ovest, Austria)
- Berlino Hotel (Hotel Berlin), regia di Peter Godfrey (Stati Uniti)
- Boykott, regia di Robert Land (Germania)
- I cadetti di Vienna (Liebeskommando), regia di Géza von Bolváry (Germania)
- Confessioni di una spia nazista (Confessions of a Nazi Spy), regia di Anatole Litvak (Stati Uniti)
- Il diario di una cameriera (The Diary of a Chambermaid), regia di Jean Renoir (Stati Uniti)
- Enemy of Women, regia di Alfred Zeisler (Stati Uniti)
- Das Erwachen des Weibes, regia di Fred Sauer (Germania)
- Fräulein Else, regia di Paul Czinner (Germania)
- Der Fürst von Pappenheim, regia di Richard Eichberg (Germania)
- Giglio infranto (Broken Blossoms), regia di John Brahm (Regno Unito)
- Giovinezza (Reifende Jugend), regia di Carl Froelich (Germania)
- Das häßliche Mädchen, regia di Henry Koster (Germania)
- Herr Puntila und sein Knecht Matti, regia di Alberto Cavalcanti (Austria, Germania Ovest)
- Insel im See, regia di Wolfgang Münstermann (Germania Est)
- Io confesso (I Confess), regia di Alfred Hitchcock (Stati Uniti, Canada)
- Kleines Mädel - großes Glück, regia di E. W. Emo (Germania)
- Kuhle Wampe (Kuhle Wampe oder: Wem gehört die Welt?), regia di Slatan Dudow (Germania)
- Labbra sognanti (Dreaming Lips), regia di Paul Czinner (Regno Unito)
- La mandragora (Alraune), regia di Henrik Galeen (Germania)
- The Man I Married, regia di Irving Pichel (Stati Uniti)
- Mutterliebe, regia di Charles Paulus (Germania)
- Nina Petrowna (Die wunderbare Lüge der Nina Petrowna), regia di Hanns Schwarz (Germania)
- Nju - Eine unverstandene Frau, regia di Paul Czinner (Germania)
- Der Page vom Dalmasse-Hotel, regia di Victor Janson (Germania)
- Il pazzo di Hitler (Hitler's Madman), regia di Douglas Sirk (Stati Uniti)
- Der Pfingstausflug, regia di Michael Günther (Germania Ovest)
- Ein Polterabend, regia di Curt Bois (Germania Est)
- Presi nella morsa (Caught), regia di Max Ophüls (Stati Uniti)
- A Private Life, regia di Mikhail Bogin (Germania Ovest)
- Ragazze in uniforme (Mädchen in Uniform), regia di Leontine Sagan e Carl Froelich (Germania)
- Razzia in St. Pauli, regia di Werner Hochbaum (Germania)
- Scampolo (Scampolo, ein Kind der Straße), regia di Hans Steinhoff (Germania)
- Ein steinreicher Mann, regia di Steve Sekely (Germania)
- Stolen Life, regia di Paul Czinner (Regno Unito)
- Takový je zivot, regia di Carl Junghans (Cecoslovacchia)
- Der träumende Mund, regia di Paul Czinner (Francia, Germania)
- Die unverbesserliche Barbara, regia di Lothar Warneke (Germania Est)
- Usanze d'allora (The Pursuit of Happiness), regia di Alexander Hall (Stati Uniti)
- Il vaso di Pandora (Die Büchse der Pandora), regia di Georg Wilhelm Pabst (Germania)
- Una voce nel vento (Voice in the Wind), regia di Arthur Ripley (Stati Uniti)
- Zuflucht, regia di Carl Froelich (Germania)

## Premi

### Premi della giuria internazionale
- Orso d'oro: ex aequo Ascendancy di Edward Bennett e  L'alveare di Mario Camus
- Menzione d'onore: Dies rigorose Leben di Vadim Glowna, Mo sheng de peng you di Lei Xu e Der er et yndigt land di Morten Arnfred
- Orso d'argento, gran premio della giuria: Hakkari'de Bir Mevsim di Erden Kiral
- Orso d'argento per il miglior regista: Éric Rohmer per Pauline alla spiaggia
- Orso d'argento per la migliore attrice: Evgenija Glušenko, per Vljublën po sobstvennomu želaniju di Sergej Mikaėljan
- Orso d'argento per il miglior attore: Bruce Dern, per Correre per vincere di Jason Miller
- Orso d'argento per il miglior contributo singolo: Xaver Schwarzenberger, per la regia di L'oceano silenzioso
- Orso d'oro per il miglior cortometraggio: Možnosti dialogu di Jan Švankmajer
- Orso d'argento, premio della giuria (cortometraggi): Was das Leben so verspricht di Egon Haase

### Premi delle giurie indipendenti
- Premio FIPRESCI: ex aequo Hakkari'de Bir Mevsim di Erden Kiral e Pauline alla spiaggia di Éric Rohmer
Premio FIPRESCI (Forum): ex aequo Ashes and Embers di Haile Gerima e Busch singt (film collettivo)
- Premio OCIC: L'oceano silenzioso di Xaver Schwarzenberger
Menzione d'onore: Pauline alla spiaggia di Éric Rohmer, Lucida follia di Margarethe von Trotta e Sans Soleil di Chris Marker
Raccomandazione speciale: Avanti Brasile di Roberto Farias e In the King of Prussia di Emile de Antonio
Premio OCIC (Forum): Chokh di Utpalendu Chakrabarty
Menzione d'onore (Forum): La Zerda ou les chants de l'oubli di Assia Djebar
- Premio INTERFILM Otto Dibelius:[13] Hakkari'de Bir Mevsim di Erden Kiral
Premio INTERFILM Otto Dibelius (Forum): Das ganze Leben di Bruno Moll
- Premio CICAE Art Cinema: ex aequo L'oceano silenzioso di Xaver Schwarzenberger e Avanti Brasile di Roberto Farias
Menzione d'onore: Možnosti dialogu di Jan Švankmajer
- Premio CIDALC: L'alveare di Mario Camus
Menzione d'onore: Možnosti dialogu di Jan Švankmajer
- Premio UNICEF: Lukás di Otakar Kosek
Menzione d'onore: Der Zappler di Wolfram Deutschmann
- Premio CIFEJ: Sabine Kleist, 7 Jahre... di Helmut Dziuba
Menzione d'onore: Der Zappler di Wolfram Deutschmann e El cabezota di Francisco Lara Polop

### Premi dei lettori
- Premio dei lettori della Berliner Morgenpost: Dögkeselyü di Ferenc András
- Premio dei lettori di Zitty: Nate tra le fiamme di Lizzie Borden